# Gleboznawcza klasyfikacja gruntów
Gleboznawcza klasyfikacja gruntów – podział gleb na klasy bonitacyjne ze względu na ich jakość produkcyjną, ustaloną na podstawie cech genetycznych gleba.
Prowadzenie gleboznawczej klasyfikacji gruntów należy do zadań starosty. Klasyfikacją obejmuje się grunty rolne i leśne. 
Gleboznawcza klasyfikacja gruntów przeprowadzana jest w sposób jednolity dla całego kraju, na podstawie urzędowej tabeli klas gruntów. Sposób i tryb przeprowadzania klasyfikacji, a także urzędowa tabela gruntów określone zostały w Rozporządzeniu Rady Ministrów.